# Ambia cantiusalis
Ambia cantiusalis là một loài bướm đêm trong họ Crambidae.